# Iveco TurboTech
L'Iveco TurboTech è un autocarro e trattore stradale destinato al trasporto merci pesante, prodotto dalla Iveco dal 1990 al 1993, quando fu sostituito dall'Iveco Eurotech. Si trattava dell'erede dell'Iveco 190 Turbo prodotto da Fiat Veicoli Industriali.
Esteticamente, oltre alla scritta sul frontale, era distinguibile dal fratello Iveco Turbostar per la griglia meno estesa (7 listelli invece di 9) e per la parte bassa delle portiere, anch'essa meno estesa di quella del Turbostar. Diversamente da quest'ultimo, destinato alle lunghe distanze, il TurboTech presentava una cabina meno accessoriata e più adatta al trasporto a medio raggio cui era destinato.

## Tipi di costruzione
- Autocarri 4×2 (Iveco 190-xx)
- Trattori 4×2 (Iveco 190-xx T)
- Autocarro 6×2 con assale sollevabile (Iveco 240-xx P)
- Trattori 6×2 (Iveco 220-xx PT)

## Motorizzazione
- Iveco 8460.21, R6, cilindrata 9.500 cm³: 177-192 kW (240-260 CV)
- Iveco 8460.41, R6, cilindrata 9.500 cm³: 234 kW (318 CV)
- Iveco 8210.42, R6, cilindrata 13.798 cm³: 277 kW (377 CV)